# Cissonius
Cissonius (également; Cisonius ou Cesonius) était un dieu gaulois. Après Visucius, Cissonius était le nom le plus utilisé par les Gaulois pour désigner Mercure; environ dix-sept inscriptions qui lui sont dédiées, s'étendent de la France au Sud de Allemagne et à la Suisse,.